# Çorbalık kesme
El çorbalık kesme erişte o kare erişte es un tipo de pasta de Turquía hecha de harina de trigo duro y de pequeño tamaño que típicamente se consume en guisos y sopas (çorba significa ‘sopa’, es decir, ‘pasta para la sopa’). Esta pasta contiene huevo y a base de cortarla en pedacitos muy pequeños, se le da forma de cuadraditos irregulares. También se puede comer en platos de pasta como sustituto del erişte plavı, de mayor tamaño.